# Segundo Matilla

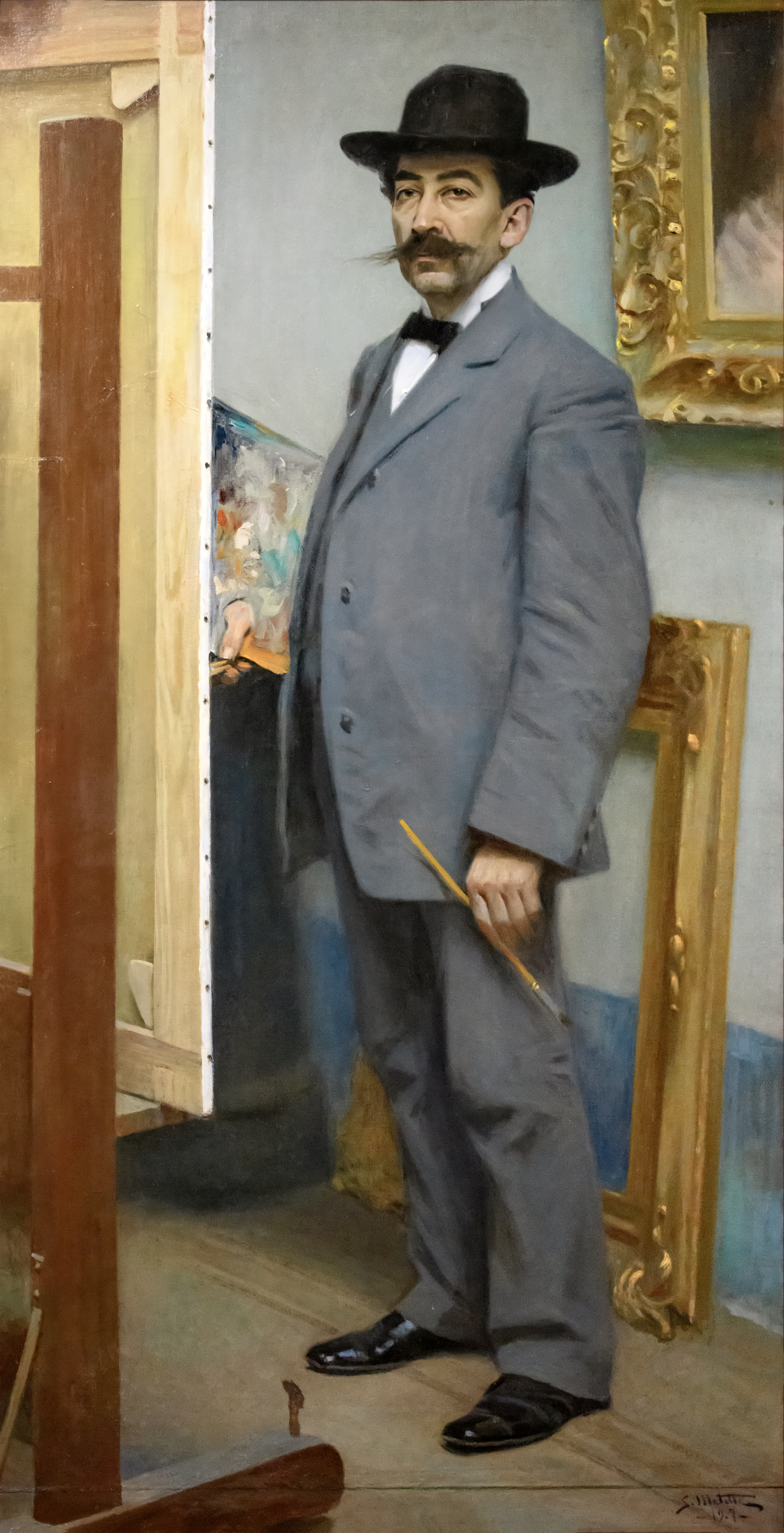
Matilla - Auto retrato (MNAC)

Segundo Matilla y Marina (Madrid, 1862-Teyá, 1937) fue un pintor español afincado y formado en Cataluña. 

## Biografía

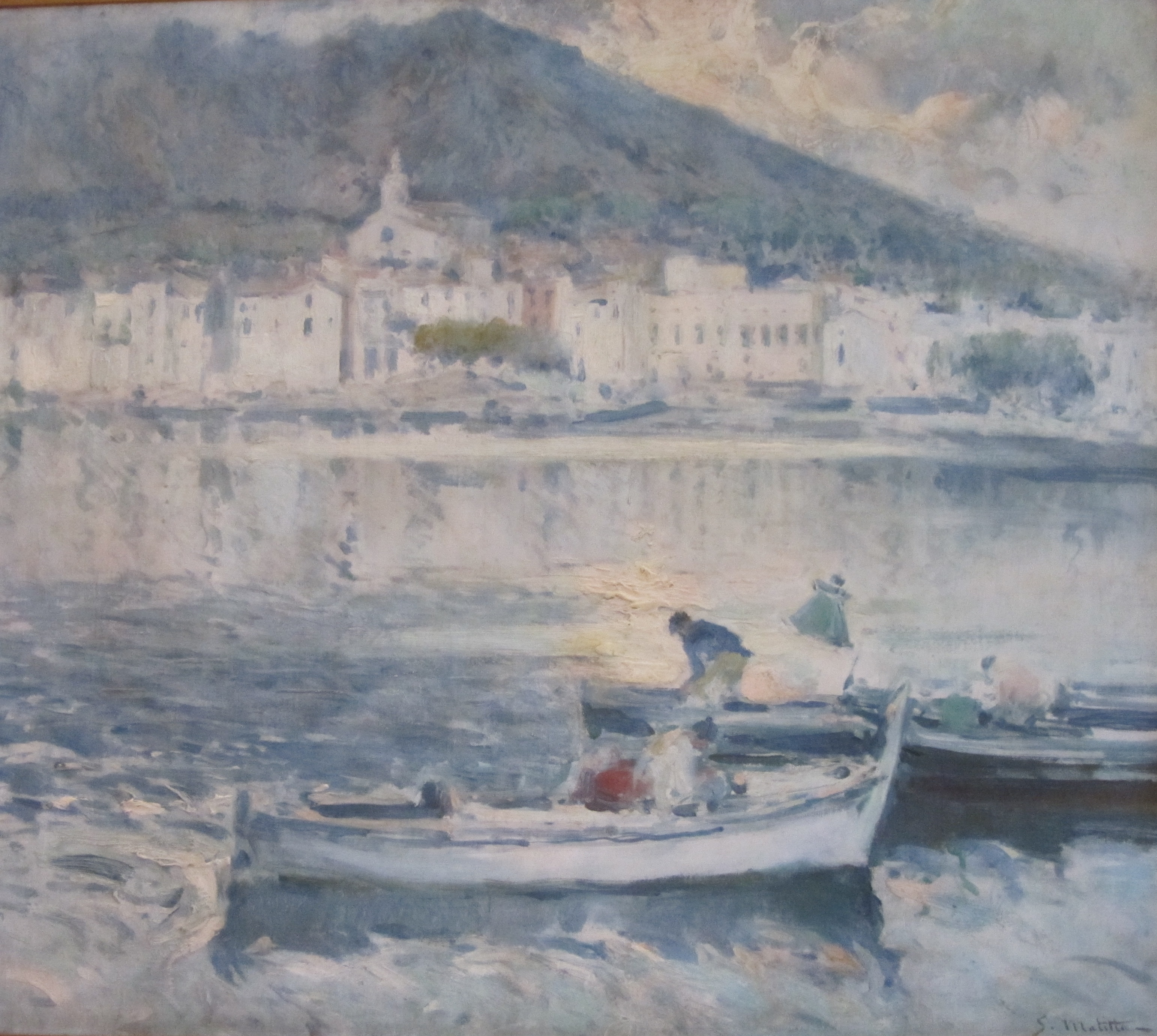
Pescadores catalanes en Cadaqués

Cursó estudios de Bellas Artes en la Escuela de la Lonja de Barcelona bajo la dirección de Antonio Caba. Se especializó en la pintura de paisajes y marinas, con una marcada predilección por los atardeceres a la manera de Eliseo Meifrén. Participó en la Exposición Internacional de Barcelona de 1891, en la que fue distinguido con Diploma Honorífico, y también en las de 1894, 1896 y 1898; participó igualmente en las Exposiciones de Arte de Barcelona de 1918 y de 1919, en el Salón de París de 1897. 
Expuso individualmente en la Sala Parés de Barcelona en 1914, con un total de ciento cincuenta obras entre retratos, paisajes y marinas. También en 1915, en el Salón Vilches de Madrid, en cuya exposición se vendieron todas las obras expuestas. Dos retratos y algunas marinas las compró el Museo de Arte Moderno de Madrid. Durante esta época, gran parte de su producción fue exportada a América. 
Destacó como excelente retratista, mostrándose muy eficaz en el dominio de la técnica, aunque han sido sus paisajes y marinas los que le dieron la fama. Entre sus discípulos, cabe destacar a su sobrino, el pintor Joaquim Terruella y al no menos importante pintor Antoni Rosell Altimira, ambos catalanes. 
Su obra se encuentra en distintos museos, entre los cuales el Museo del Prado de Madrid o el Museo Nacional de Arte de Cataluña de Barcelona, así como en importantes colecciones privadas internacionales.